# Агасси (тауншип, Миннесота)
Агасси (англ. Agassiz) — тауншип в округе Лак-ки-Парл, Миннесота, США. На 2000 год его население составило 104 человека.

## География
По данным Бюро переписи населения США площадь тауншипа составляет 96,7 км², из которых 90,4 км² занимает суша, а 6,2 км² — вода (6,46 %).

## Демография
По данным переписи населения 2000 года здесь находились 104 человека, 39 домохозяйств и 29 семей. Плотность населения —  1,1 чел./км². На территории тауншипа расположено 54 постройки со средней плотностью 0,6 построек на один квадратный километр. Расовый состав населения: 100,00 % белых.
Из 39 домохозяйств в 28,2 % воспитывались дети до 18 лет, в 74,4 % проживали супружеские пары и в 25,6 % домохозяйств проживали несемейные люди. 25,6 % домохозяйств состояли из одного человека, при том 12,8 % из — одиноких пожилых людей старше 65 лет. Средний размер домохозяйства — 2,67, а семьи — 3,24 человека.
30,8 % населения — младше 18 лет, 2,9 % — в возрасте от 18 до 24 лет, 23,1 % — от 25 до 44, 26,9 % — от 45 до 64, и 16,3 % — старше 65 лет. Средний возраст — 40 лет. На каждые 100 женщин приходилось 112,2 мужчин. На каждые 100 женщин старше 18 приходилось 111,8 мужчин.
Средний годовой доход домохозяйства составлял 23 750 долларов, а средний годовой доход семьи —  34 375 долларов. Средний доход мужчин —  19 375  долларов, в то время как у женщин — 17 500. Доход на душу населения составил 12 582 доллара. За чертой бедности находились 21,1 % семей и 26,9 % всего населения тауншипа, из которых 56,5 % младше 18 лет.